# Lejb-Gwardyjski Pawłowski Pułk

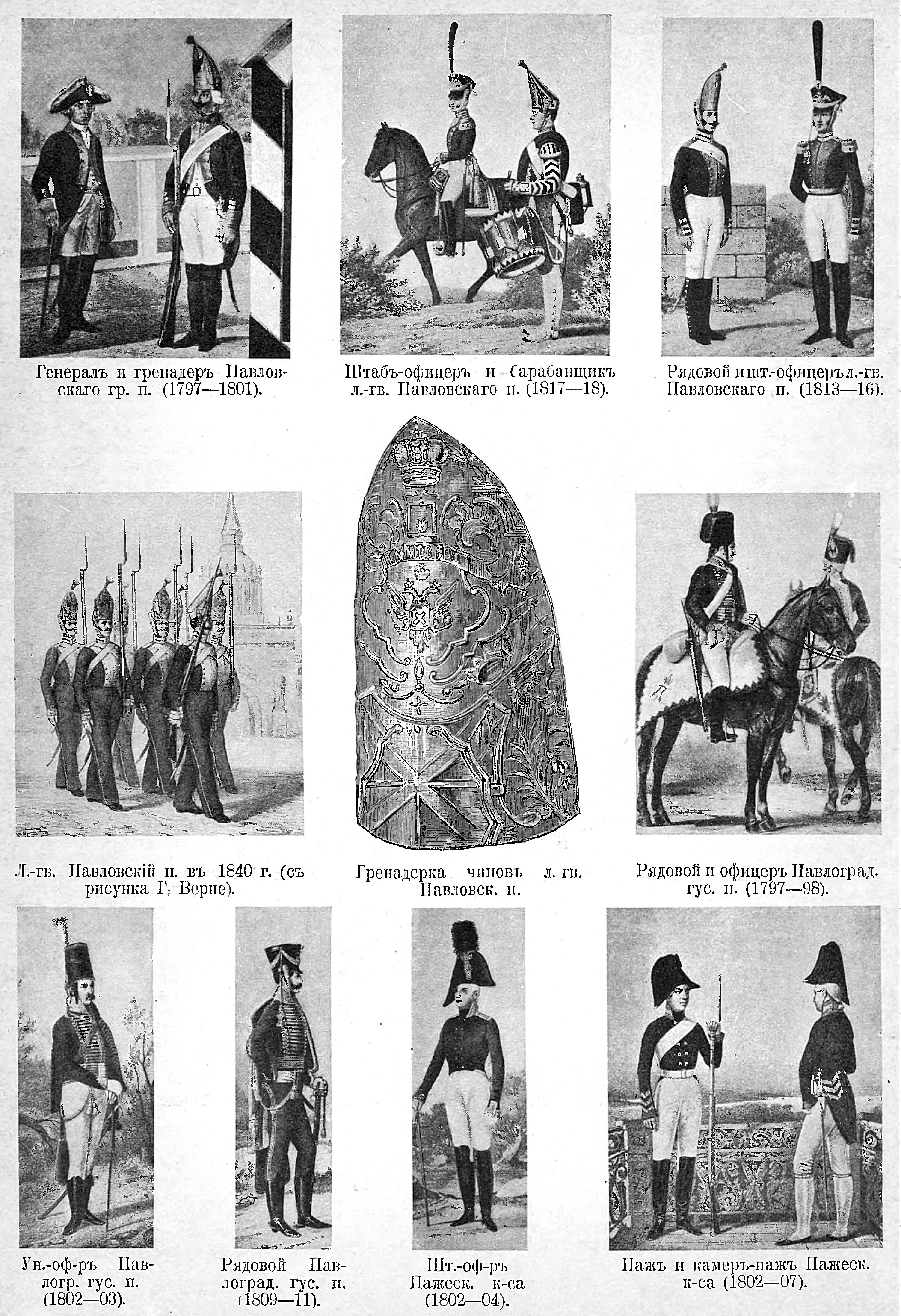
Lejb-Gwardyjski Pawłowski Pułk

Lejb-Gwardyjski Pawłowski Pułk Jego Wysokości (ros. Лейб-гвардии Павловский Его Величества полк) – pułk piechoty okresu Imperium Rosyjskiego, sformowany 15 maja 1790, rozformowany w 1918.
Wielokrotnie przemianowywany, głównie po zmianach na stanowisku dowódcy pułku. 31 marca 1801 przyjął nazwę Pawłowski Pułk Grenadierów (Павловский гренадерский полк).
Lejb-Gwardyjski Pawłowski Pułk brał udział w działaniach zbrojnych epoki napoleońskiej, a także okresu I wojny światowej.
Święto pułkowe: 29 listopada. Dyslokacja w 1914: Petersburg.